# イブ・ミッシ
イブ・ティエリー・ミッシ（Yves Thierry Missi, 2004年5月14日 - ）は、カメルーンのプロバスケットボール選手。ベルギー・ブリュッセル出身。NBAのニューオーリンズ・ペリカンズに所属している。ポジションはセンター。

## 経歴

### 生い立ち
ベルギーのブリュッセルで生まれ、カメルーンで育った。2021年にアメリカ合衆国へ移住した。

### ハイスクール
高校3年目のシーズンにナイキ・フープサミットに選出された。
2023年1月にベイラー大学へのコミットを発表。4月には学年変更して卒業を1年早めた。

### カレッジ
1年目の2023-24シーズンは34試合に出場して平均10.7得点、5.6リバウンド、1.5ブロックを記録した。シーズン終了後、2024年のNBAドラフトにアーリーエントリーすることを表明した。

### NBA

#### ニューオーリンズ・ペリカンズ
2024年6月26日に行われたNBAドラフトにて1巡目全体21位でニューオーリンズ・ペリカンズから指名され、7月8日にペリカンズとの契約に合意した。10月23日のシカゴ・ブルズ戦でNBAデビューを果たして12得点、7リバウンド、1アシスト、1スティール、3ブロックを記録し、チームは123-111で勝利した。

## 個人成績

### NBA

#### レギュラーシーズン
| シーズン | チーム | GP | GS | MPG  | FG%  | 3P%  | FT%  | RPG | APG | SPG | BPG | PPG |
| -------- | ------ | -- | -- | ---- | ---- | ---- | ---- | --- | --- | --- | --- | --- |
| 2023–24  | NOP    | 73 | 67 | 26.8 | .547 | .000 | .623 | 8.2 | 1.4 | .5  | 1.3 | 9.1 |
| 通算     | 通算   | 73 | 67 | 26.8 | .547 | .000 | .623 | 8.2 | 1.4 | .5  | 1.3 | 9.1 |

### カレッジ
| シーズン | チーム   | GP | GS | MPG  | FG%  | 3P% | FT%  | RPG | APG | SPG | BPG | PPG  |
| -------- | -------- | -- | -- | ---- | ---- | --- | ---- | --- | --- | --- | --- | ---- |
| 2023–24  | ベイラー | 34 | 32 | 22.9 | .614 | --- | .616 | 5.6 | .4  | .6  | 1.5 | 10.7 |

## 人物
カメルーン国籍を持つ。また、出生地であるベルギーの国籍も申請すれば取得可能となっている。